# Volkswagen Golf 6
Volkswagen Golf 6 — шосте покоління сімейства Volkswagen Golf, який був представлений на Паризькому автосалоні в жовтні 2008 року. Автомобіль зібраний на платформі Volkswagen A5 (PQ35), як і його попередник Volkswagen Golf 5.

## Опис

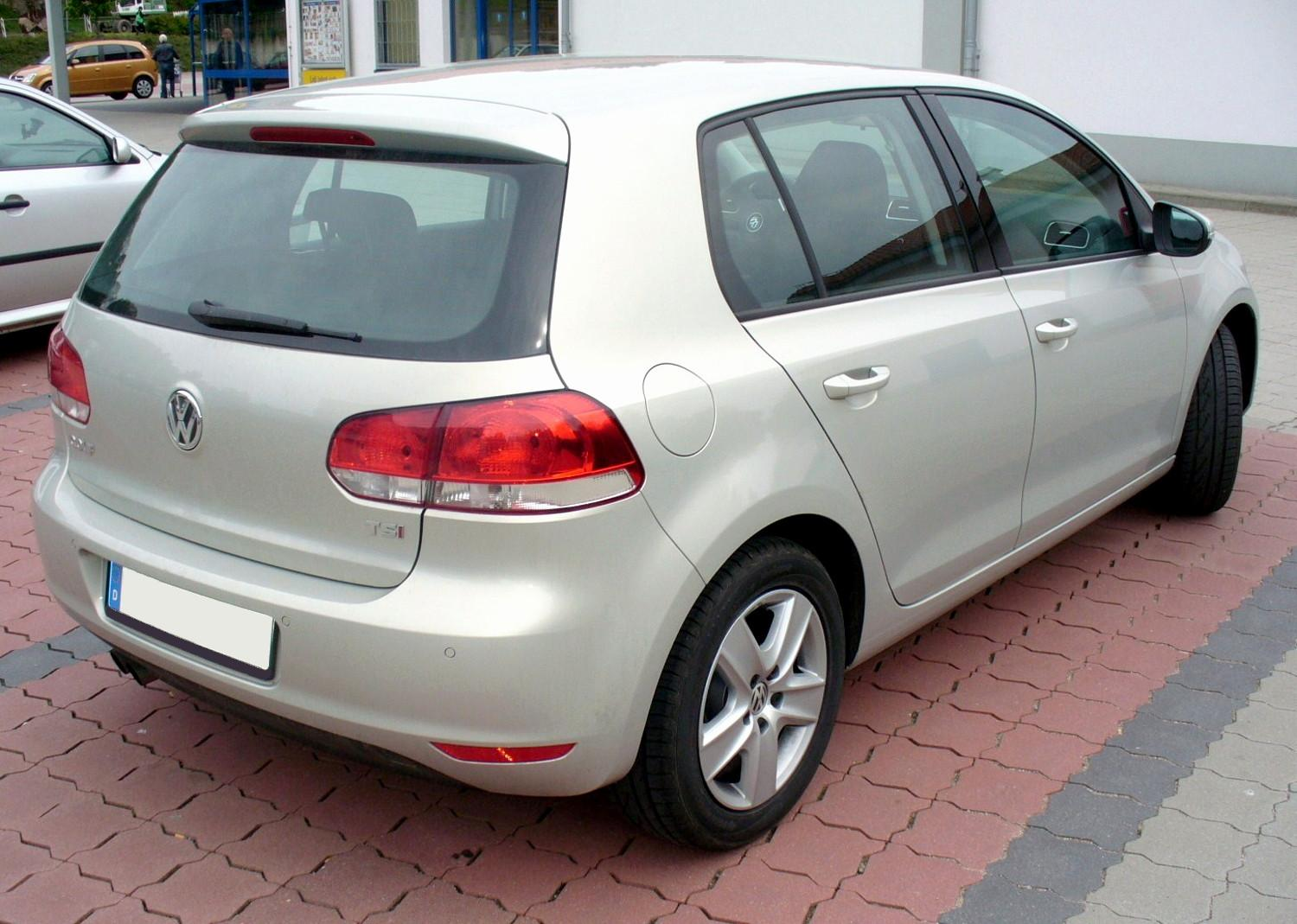
Volkswagen Golf 6 5дв.

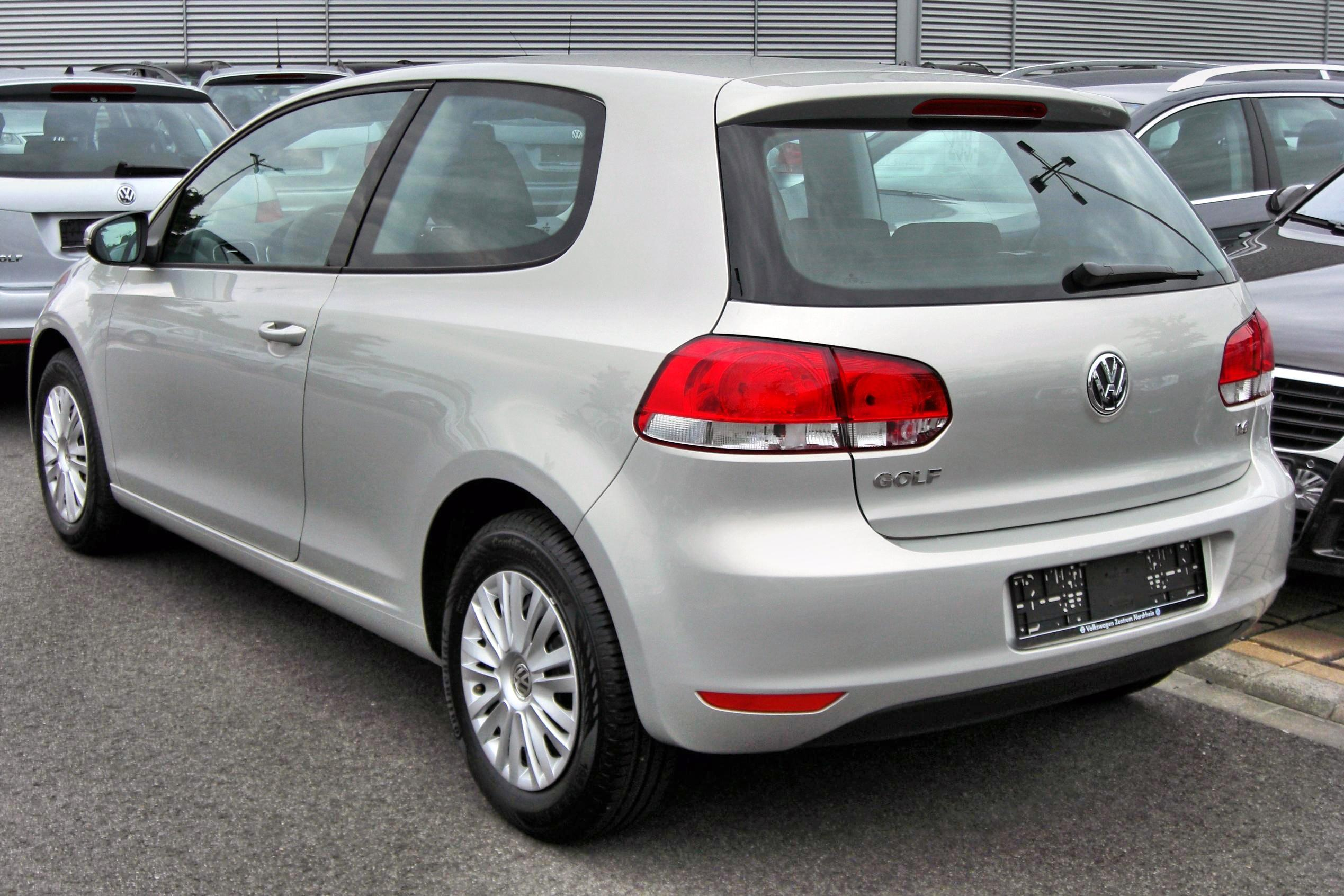
Volkswagen Golf 6 3дв.

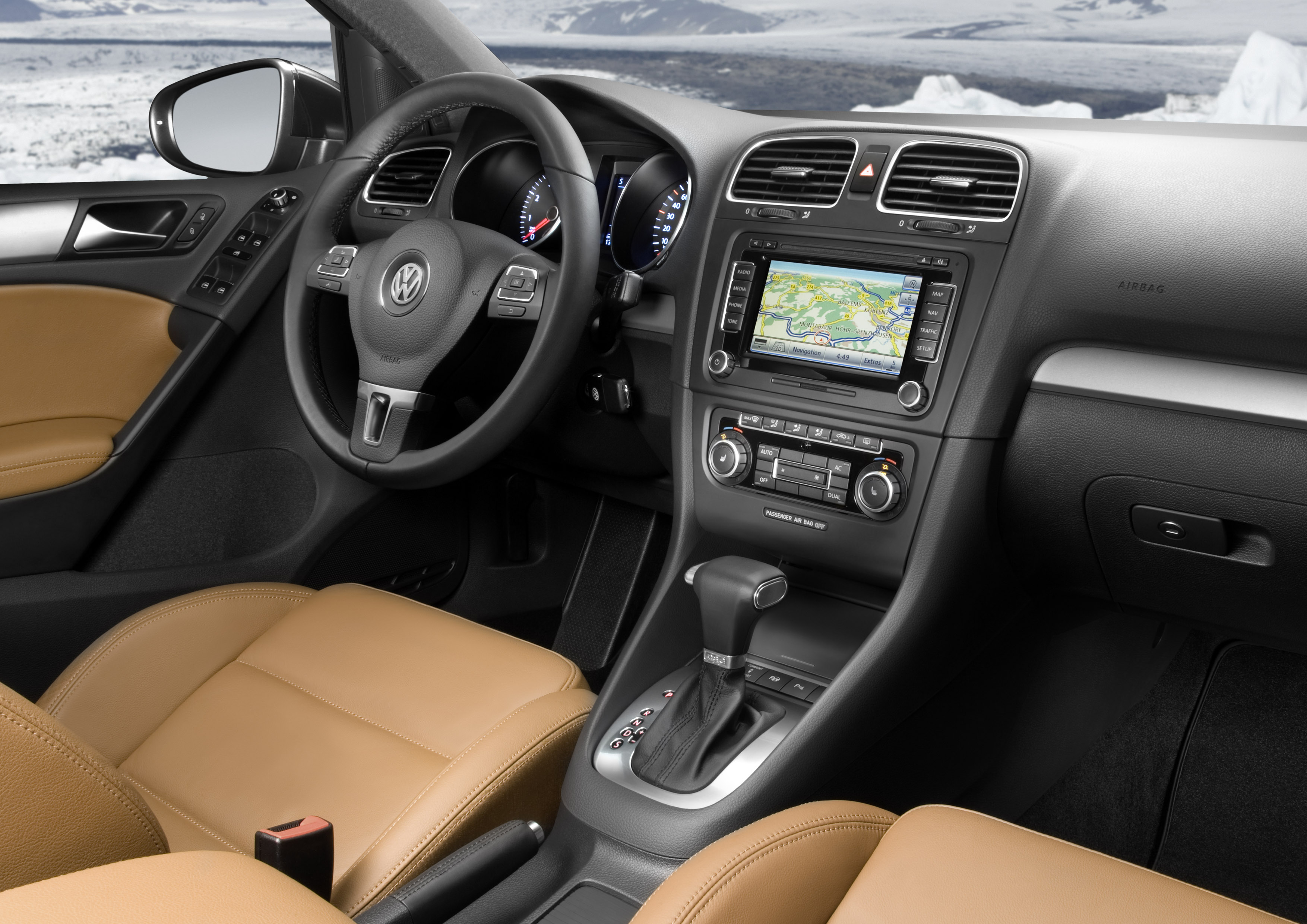
вигляд салону

За зовнішній дизайн Golf 6 відповідав Вальтер де Сільва, за дизайн інтер'єру - Томаш Бачорскі. Новий Golf виявився результатом модернізації попередника, а лейтмотивом оновлення стало скорочення витрат при виробництві автомобіля. Так, виробничий цикл однієї машини знизився з 35 до 25 годин. Німці не стали принципово змінювати конструкцію кузова, компоновку і підвіску - вона як і у Golf 5 базується на платформі PQ35, хоча споряджена маса і знизилася на 20-50 кг залежно від мотора. Багажне відділення повністю аналогічне попереднику і складає 350 літрів для кузова хетчбек і 505 літрів для кузова універсал (Golf 6 Variant), а при розкладених задніх сидіннях - 1305 і 1459 літрів відповідно. За традицією двигунів в лінійці було хоч греблю гати - атмосферні, з турбонаддувом або комбінованим впорскуванням, що працюють на зрідженому газі. Віддача агрегатів - від 80 до 172 кінських сил. Коробки передач - ручна з п'ятьома або шістьома ступенями, а також шести або семи ступеневі роботизовані коробки передач із подвійним зчепленням (DSG-6 та DSG-7). За свою історію «шостий» Golf збирали в Німеччині, Китаї, Мексиці, Індонезії, Росії, Україні і Малайзії.
У гамму нарешті повернувся кабріолет.
Лінійка комплектацій Golf включає версії Trendline, Highline, Style, GTI і R. Остання оснащена системою повного приводу 4Motion, інші представлені тільки в передньоприводному варіанті. Найпростіша комплектація пропонує 15-дюймові сталеві колеса, підігрів зовнішніх дзеркал, напівавтоматичну кліматичну установку Climatic, бортовий комп'ютер, повний електропакет, ручне регулювання передніх сидінь у восьми напрямках, задні сидіння, кермо з регулюванням нахилу і вильоту, аудіосистему з вісьмома динаміками і CD/MP3-плеєр. У більш дорогих комплектаціях стандарт: 17-дюймові легкосплавні диски, обробка шкірою керма і рукояток КПП/стоянкового гальма, електропривод передніх сидінь, двозонний клімат-контроль 2C-Climatronic, підлокітник для задніх сидінь, нове багатофункціональне кермове колесо, мультимедійна система з сенсорним управлінням, CD-чейнджер, Bluetooth. Додаткове обладнання включає підігрів передніх сидінь і форсунок омивача, ксенонові фари, акустичну систему класу High-End фірми DYNAUDIO, навігаційну систему і ін.
Ходова частина поєднує полегшені амортизатційні стійки McPherson на передній осі з чотирьохважільною задньою підвіскою. Опціональна система регулювання ходової частини DCC використовує адаптивні амортизатори для поліпшення характеристик в залежності від дорожніх умов. Електромеханічний підсилювач кермового управління нового, третього покоління має інтегрований датчик кута повороту кермового колеса. Одна з особливостей автомобіля - наявність підлоги педалі акселератора.
Комплексна система безпеки входить в список стандартного устаткування Volkswagen Golf і включає в себе фронтальні і бічні подушки, шторки безпеки, а також подушку для захисту колін водія. Крім того, в стандартне оснащення входить система ESP нового покоління. Golf також оснащується фарами з вбудованим елементом для руху в світлий час доби - він автоматично включається при включенні запалення. В якості опції пропонуються протитуманні фари з функцією адаптивного освітлення, парктронік, камера заднього виду і багато іншого.

## Результати з Краш-Тесту
| Зірки в Euro NCAP з Краш-тесту |

## Галерея модифікацій

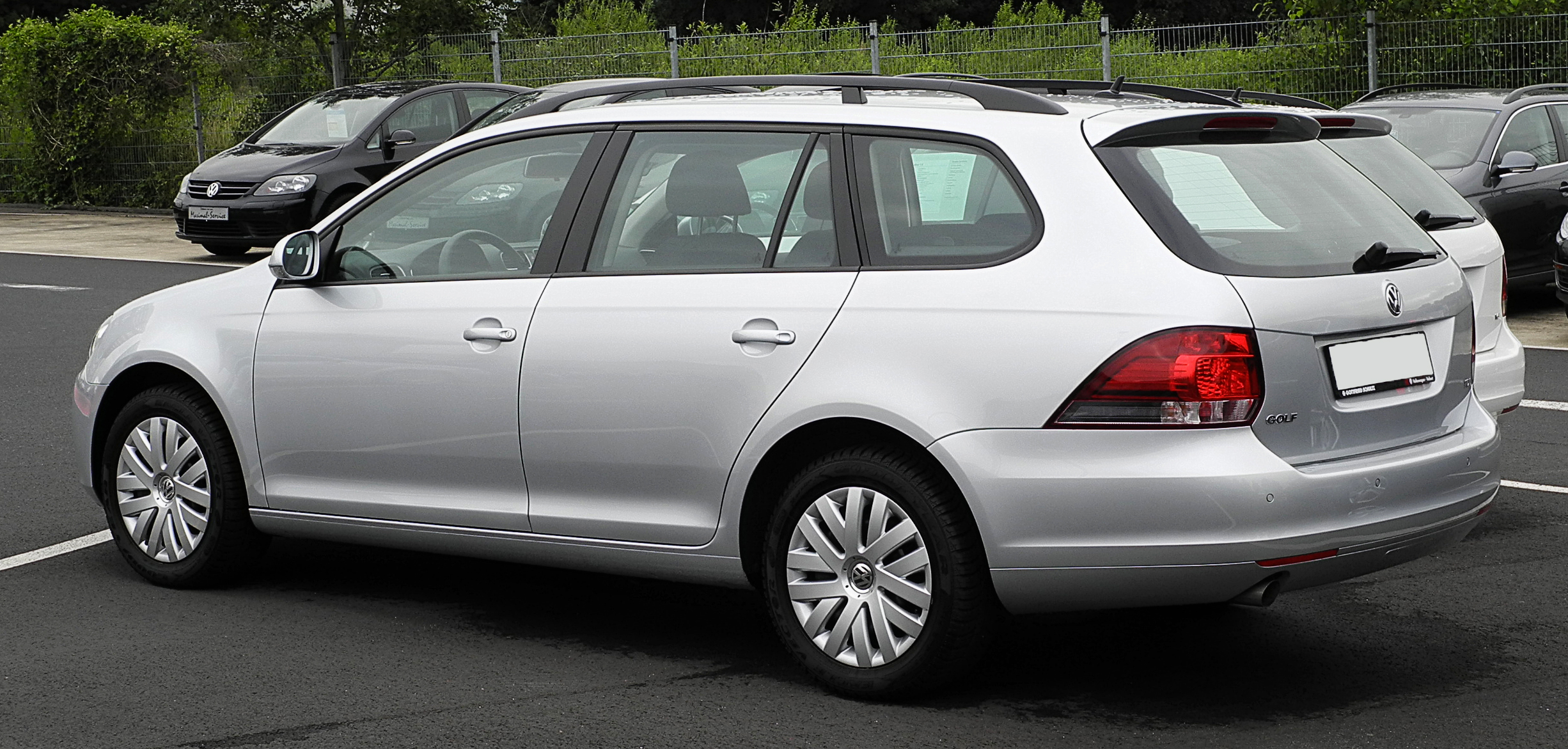
Volkswagen Golf 6 Variant
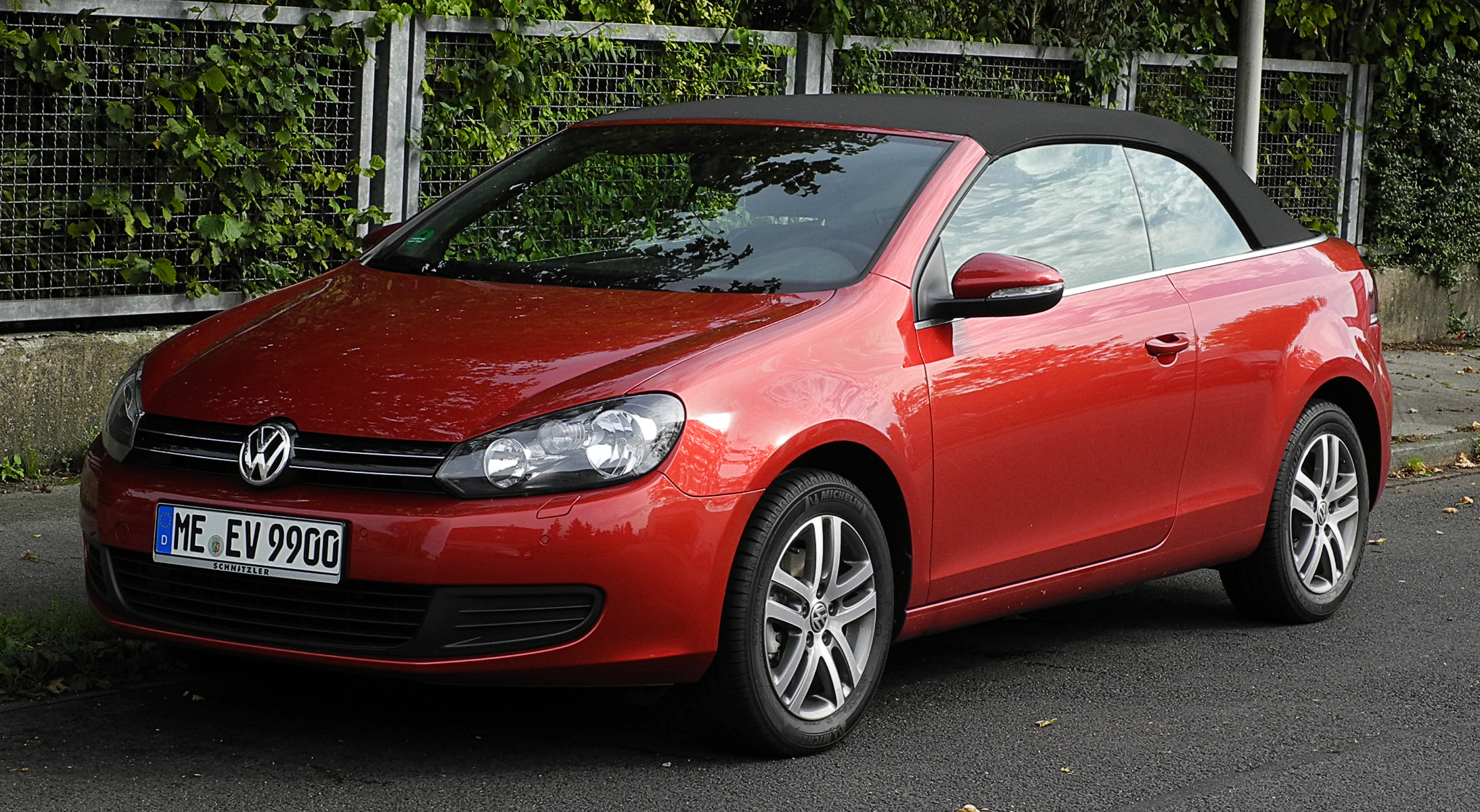
Volkswagen Golf 6 Cabriolet
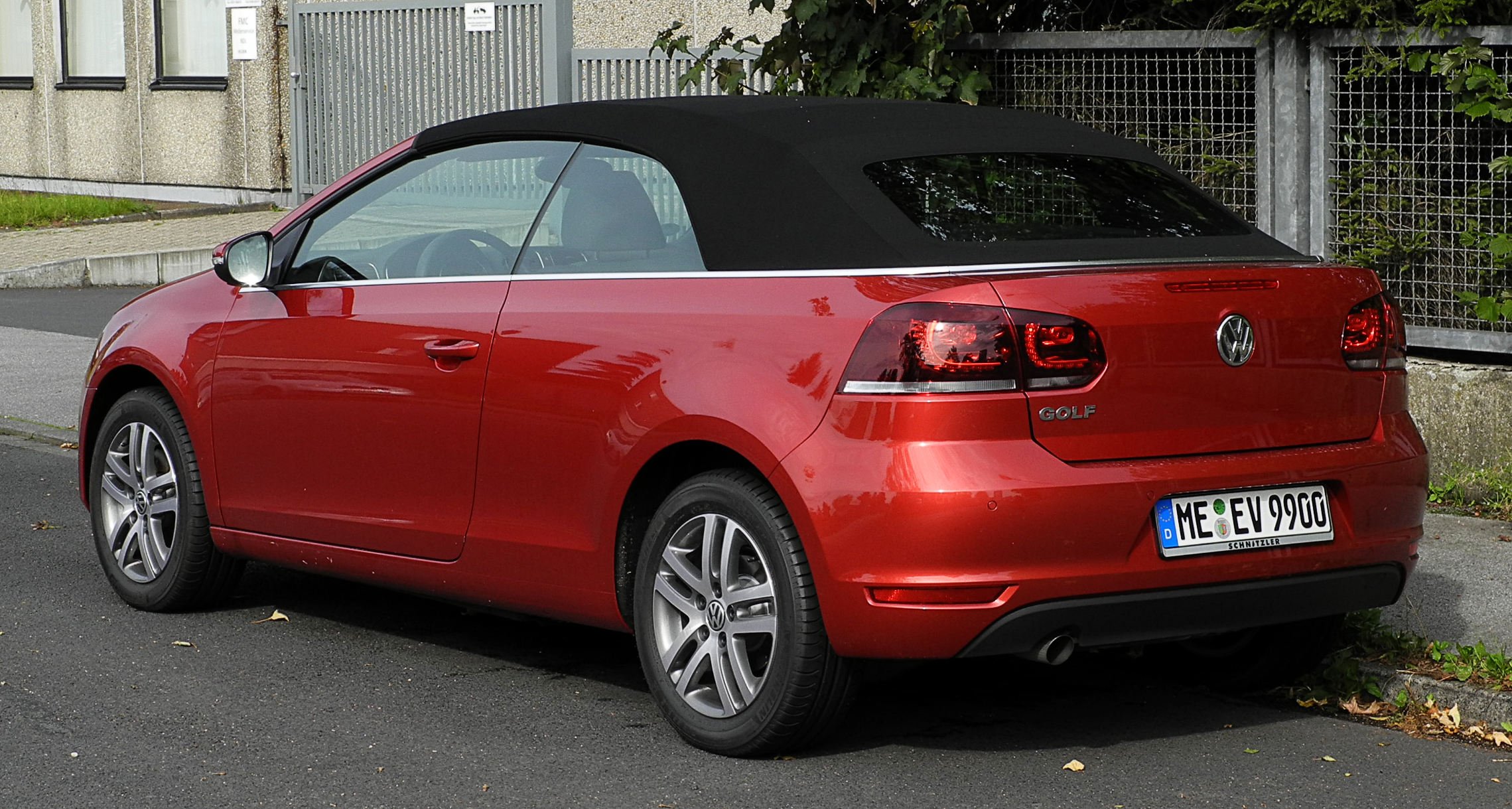
Volkswagen Golf 6 Cabriolet
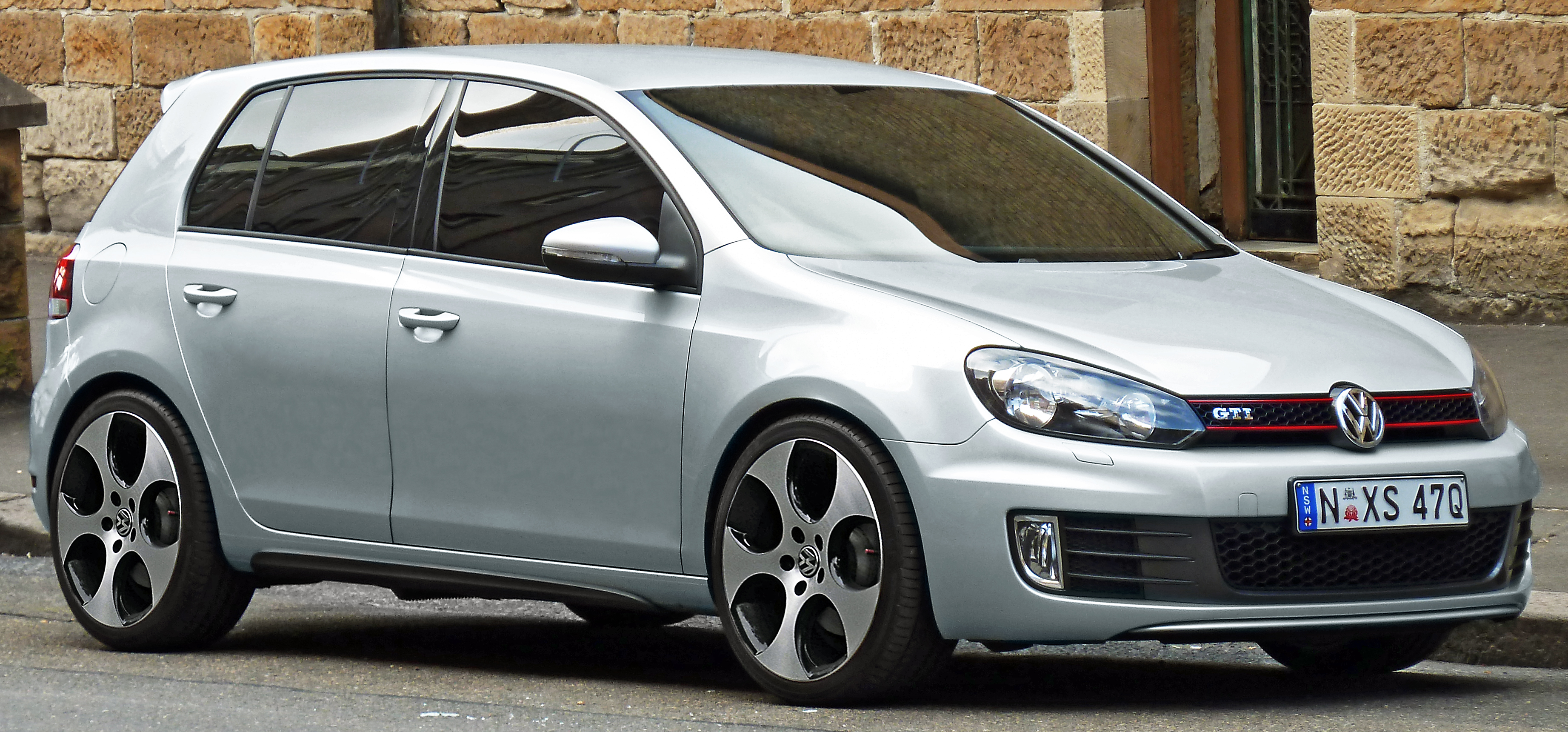
Volkswagen Golf 6 GTi
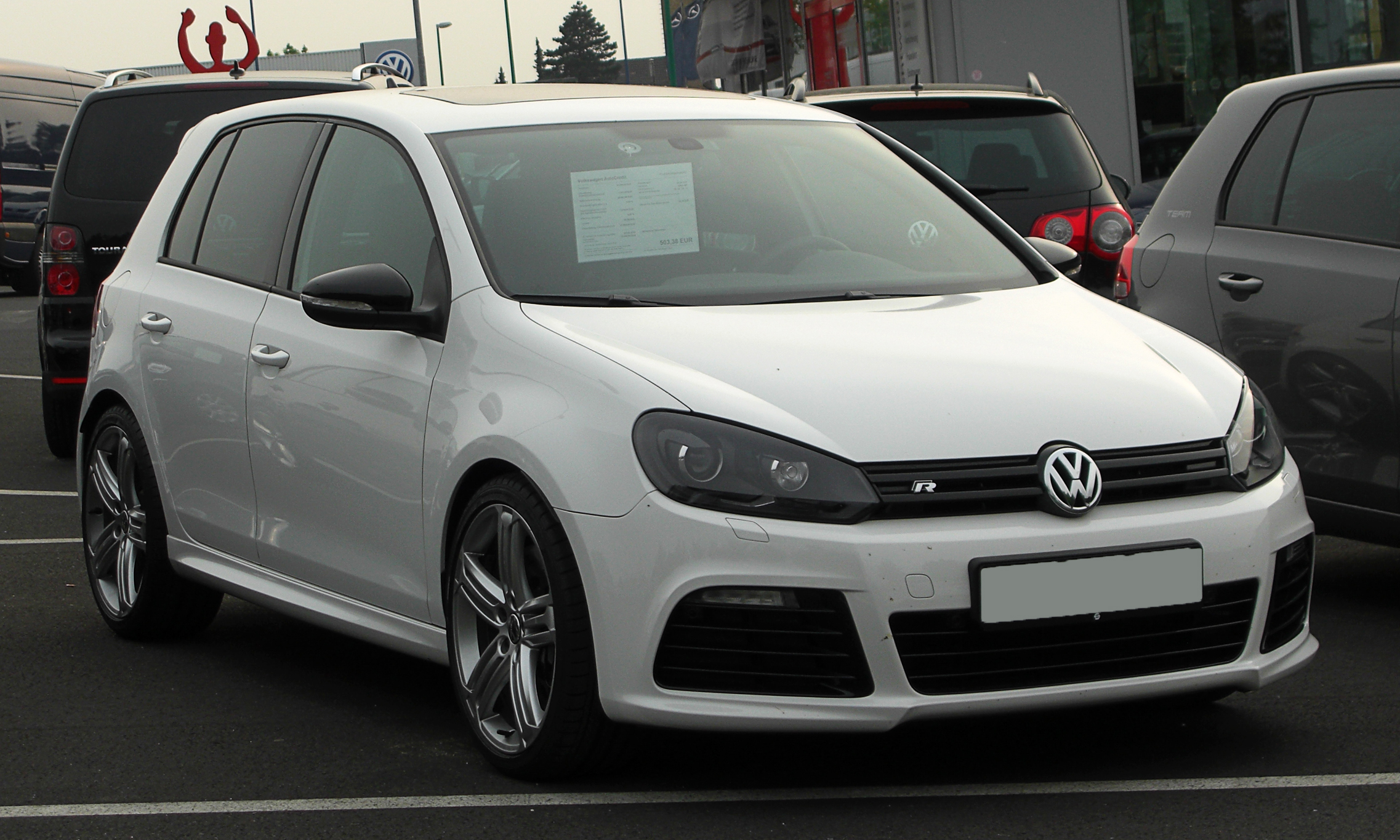
Volkswagen Golf R

## Двигуни
- 1.2 L CBZA I4 TSI
- 1.4 L CGGA I4
- 1.4 L CAXA I4 TSI
- 1.4 L CAVD I4 TSI
- 1.6 L BSE I4 (MPI)
- 1.6 L CHGA I4
- 2.0 L CCZB I4 TSI
- 2.5 L BGQ/CBUA/CBTA I5
- 1.6 L CAYC I4 TDI
- 2.0 L CBDC I4 TDI
- 2.0 L CBAB I4 TDI

## Коробки передач
- 5-ст. МКПП MQ200-5F 0AF
- 6-ст. МКПП MQ200-6F 0AJ
- 5-ст. МКПП MQ250-5F 0A4
- 6-ст. МКПП MQ250-5F 02S
- 6-ст. МКПП MQ350-6F 02Q
- 6-ст. АКПП DSG DQ250-6F DSG 02E
- 7-ст. АКПП DSG DQ-200-7F 0AM

## Зноски
1. ↑  Crash-Test Volkswagen Golf (2009) [Архівовано 10 лютого 2010 у Wayback Machine.] (Euro NCAP 2009)